# Katholisches Schulwerk in Bayern
Das Katholische Schulwerk in Bayern ist ein Verband der sieben bayerischen (Erz-)Diözesen und damit eine Körperschaft des öffentlichen Rechts. Seine Mitglieder sind neben den (Erz-)Diözesen über 50 Schulträger von Realschulen, Gymnasien, Fachoberschulen, Berufsfachschulen, Fachakademien, einer Wirtschaftsschule, sowie Grund- und Mittelschulen bzw. Volksschulen.
Im Schulwerk sind derzeit 45 Gymnasien, 67 Realschulen, 6 Fachoberschulen, 1 Wirtschaftsschule, 25 Fachakademien für Sozialpädagogik, 10 Berufsfachschulen an 8 Standorten sowie 24 Grund- und Mittelschulen als Mitgliedsschulen (insgesamt 178) aufgenommen.

## Geschichte
Das Katholische Schulwerk wurde 1982 von den bayerischen (Erz-)Bischöfen gegründet und seine Struktur in einer ersten Verfassung geregelt. Mit dem Freistaat Bayern wurde gleichzeitig ein Abkommen geschlossen, das insbesondere die Möglichkeit der kirchlichen Verbeamtung von Lehrkräften regelte. Unter anderem übernahm das Katholische Schulwerk in Bayern damals Aufgaben der bayerischen Ordensschulzentrale, die seit dem Zweiten Weltkrieg die Angelegenheiten der Ordensschulen auf Landesebene gemeinsam vertrat. Seit 1. Januar 2019 regelt eine erneuerte Satzung die Aufgaben und Struktur des Schulwerks.

## Aufgaben
Das Katholische Schulwerk in Bayern hat im Wesentlichen folgende Aufgaben:
- Es berät die Schulleitungen und Träger der Mitgliedsschulen in rechtlichen, pädagogischen und anderen Fragen.
- Es führt Fortbildungen für Lehrkräfte und Mitarbeitende der Mitgliedsschulen durch.
- Es bietet Maßnahmen der Evaluation und Schulentwicklung für die Mitgliedsschulen an.
- Es ist Dienstherr für die kirchlich verbeamteten Lehrkräfte.
- Es gewährleistet die Altersversorgung der kirchlich verbeamteten Lehrkräfte sowie der VbO-Lehrkräfte.
- Es stellt eine Stellenbörse für Lehrkräfte zur Verfügung.
- Es vertritt die Anliegen der katholischen Schulen gegenüber dem Freistaat Bayern, der Öffentlichkeit in allen schulischen, finanziellen und rechtlichen Fragen.

## Direktoren
- 1982–1992  Richard Fackler
- 1992–2018  Andreas Hatzung
- seit 2018  Peter Nothaft